# Stay (Jay Sean)
Stay è un brano musicale del cantante britannico Jay Sean, pubblicato come terzo singolo estratto dal suo album My Own Way il 30 giugno 2008. Il singolo ha raggiunto la cinquantanovesima posizione della Official Singles Chart. Una versione in hindi del brano intitolata Tu rahe è stata inclusa nell'edizione indiana dell'album My Own Way.

## Tracce
CD1
1. Stay [Album version]b - 3:39
2. Stay [Boy Better Know Remix] (featuring Frisco, Skepta, Chipmunk & Jammer) - 3:37

CD2
1. Stay [Album version] - 3:39
2. Never Been In Love - 3:21
3. Stay [Boy Better Know Remix] - 3:41
4. Stay [Soundbwoy Remix] - 3:37
5. Stay [Dubai Shadow Desi Remix] (featuring Anushka Manchanda) - 4:03

## Classifica
| Classifica (2008)                     | Posizione più alta |
| ------------------------------------- | ------------------ |
| Regno Unito (Official Charts Company) | 59                 |